# Onfale

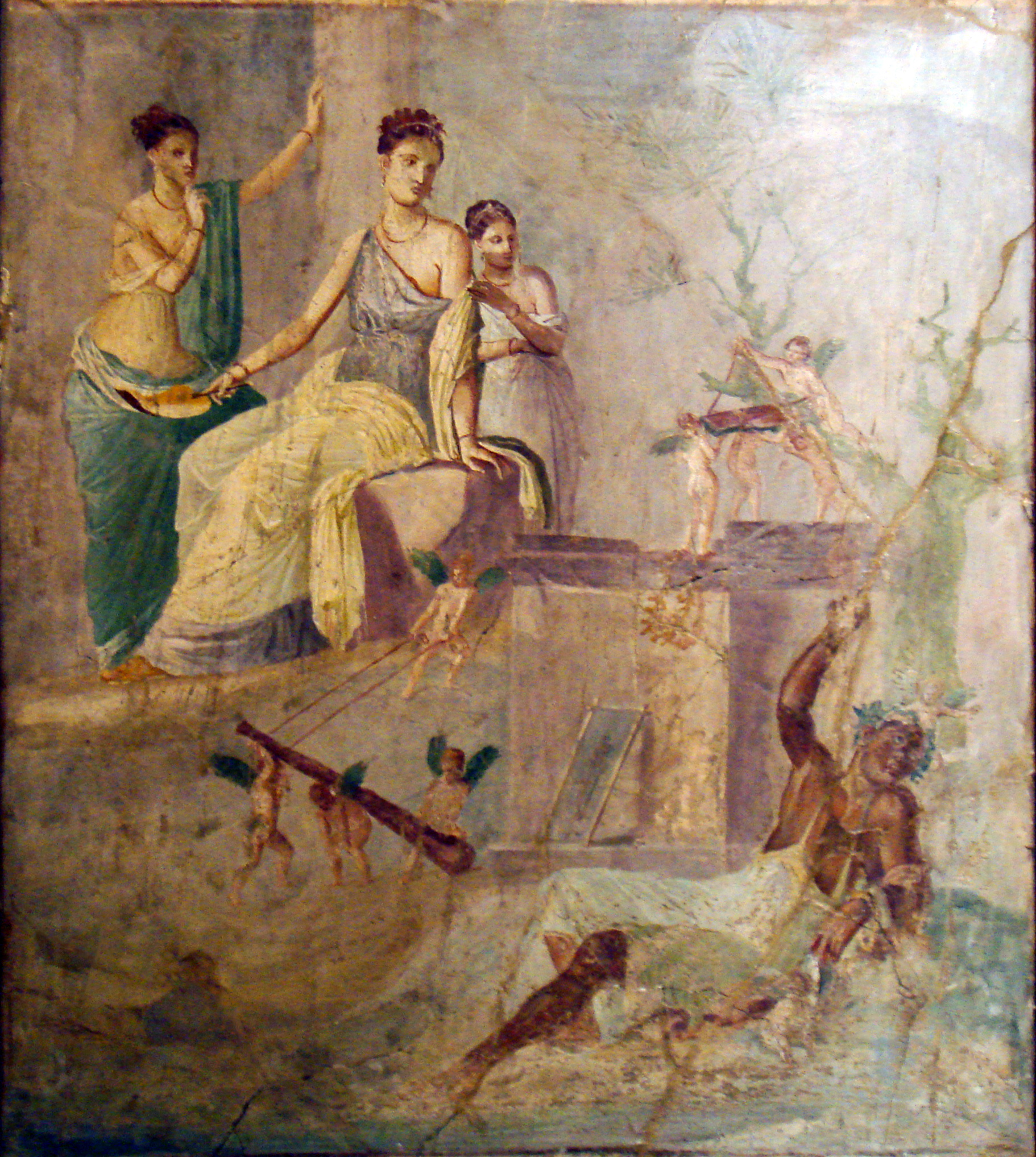
Eracle ebbro ed Onfale. Antico affresco di Pompei.

Onfale (in greco antico: Ὀμφάλη?, Omphàlē) è un personaggio della mitologia greca. Fu una regina della Lidia.
Nel suo mito più noto, ebbe Eracle come schiavo per un anno ed in quel periodo indossò la sua pelle di leone.

## Genealogia
Figlia di Iardano, sposò Tmolo e fu amata da Eracle dal quale ebbe i figli Ati, Agelao (conosciuto anche come Lamo) e Tirreno.
Pausania parla di un figlio di Eracle di nome Tirseno ed avuto con "la donna della Lidia" che presumibilmente corrisponde ad Onfale.

## Mitologia
Secondo Apollodoro successe al trono di Lidia dopo la morte del marito Tmolo, mentre secondo Diodoro Siculo era già regina dei Meoni (poi chiamati Lidi) prima di sposarsi.

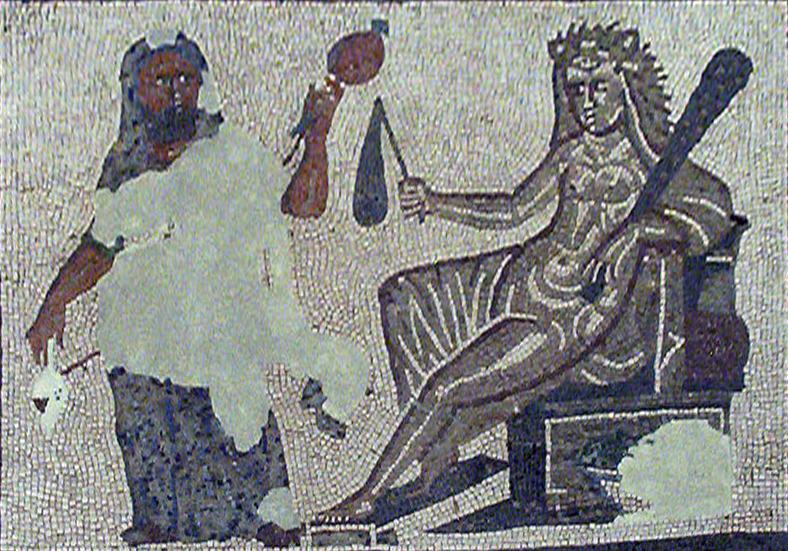
Onfale ed Eracle, dettaglio di un mosaico romano ritrovato a Llíria.

Per volere di un oracolo ebbe Eracle come schiavo e si vestì con la sua pelle di leone, resse la sua clava e gli fece filare la lana. 

In seguito gli comandò di catturare e punire i ladri che infestavano la sua terra ed egli per lei ne uccise alcuni (tra cui Sileo e la figlia Senodoce) e catturò e le consegnò i due Cercopi. Onfale quindi, soddisfatta dei suoi servizi lo liberò.
Dopo qualche tempo sposò Eracle ed insieme si recarono nel bosco di Dioniso per celebrare i suoi riti. Durante la notte Onfale coprì Ercole con i suoi vestiti in un letto dell'accampamento dove fu sorpreso da Pan (che credeva nel letto ci fosse lei e vi s'infilò nudo) ma Ercole lo scacciò.

## Onfale nell'arte

### Pittura

Ercole sedotto da Onfale, olio su tela di François Lemoine, 1724, Parigi, Musée du Louvre.

- Ercole e Onfale di François Boucher (1753)
- Ercole e Onfale di Fedele Fischetti (1785 - 1790), Museo di Capodimonte, Via Miano, 2, Napoli (NA), Campania - Italia - secondo piano, sala 106
- Ercole e Onfale di Peter Paul Rubens (1603)
- Ercole e Onfale di Michele Desubleo (1640 circa)
- Ercole e Onfale di Johann Heinrich Tischbein il Vecchio (1754)
- Ercole e Onfale di Andrea Casali (1750 circa)
- Ercole e Onfale di François Lemoine (1724)
- Ercole e Onfale di Giovan Francesco Romanelli (1640 circa)
- Ercole e Onfale di Sebastiano Ricci (1703-1704)

### Scultura
- Onfale di Jean-Léon Gérôme (1886-1887)

### Musica
- Le Rouet d'Omphale (L'arcolaio d'Onfale) poema sinfonico di Camille Saint-Saëns (1871)

### Letteratura
(Seneca, Ercole sul Monte Oeta)

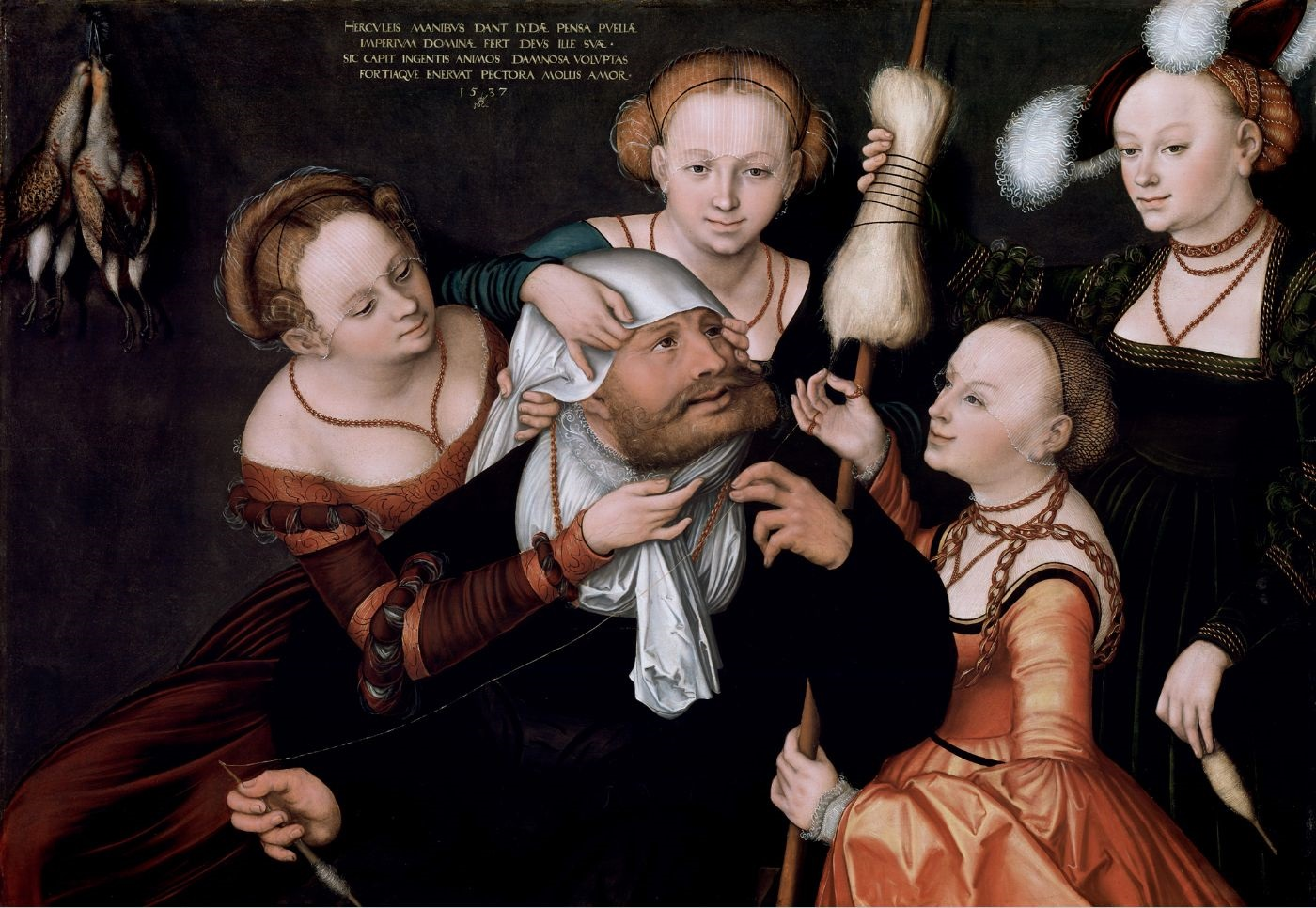
Eracle deriso dalle ancelle di Onfale, olio su tela di Lucas Cranach il Vecchio, 1537, Braunschweig, Herzog Anton Ulrich-Museum.

favoleggiar con la conocchia Alcide.
Se l'inferno espugnò, resse le stelle,
or torce il fuso; Amor se li guarda e ride.
Mirasi Iole con la destra imbelle
per ischerno trattar l'armi omicide,
e in dosso ha il cuoio del leon, che sembra
ruvido troppo a sì tenere membra.»
(Torquato Tasso, Gerusalemme liberata)
Ercole e veste di feminea gonna:
colui che 'l mondo da grave cordoglio
avea scampato, et or serve una donna:
e può soffri d'Amor l'indegno orgoglio,
chi con gli omer già fece al ciel colonna:
e quella man, con che era a tener uso
la clava poderosa, or torce un fuso.»
(Angelo Poliziano, Le Stanze)
Onfale allor che in femminili spoglie
deposto del leon l'ispido vello,
squarciava e manti e gonne, e colla mano 
troppo grave rompea cembali e fusi»
(Stazio, Tebaide)